# Harmony (filme)
Harmony (hangul: 하모니; rr: Hamoni) é um filme sul-coreano do género drama musical, realizado por Kang Dae-kyu, escrito por Lee Seung-yeon, Yoon Je-kyoon e Kim Hwi, e protagonizado por Kim Yoon-jin, Na Moon-hee e Kang Ye-won. Estreou-se na Coreia do Sul a 28 de janeiro de 2010. Foram vendidas 3.045.009 entradas, tornando-se o quinto filme mais visto na Coreia do Sul.

## Argumento
Hong Jeong-hye é condenada a dez anos de prisão, após matar seu marido violento. Grávida no momento da sua prisão, ela dá a luz a um menino atrás das grades, mas de acordo com a lei, terá de entregá-lo para a adopção. Um dia, ela se propõe a iniciar um coro com a ajuda de Kim Moon-ok, uma prisioneira que está no corredor da morte, por ter matado seu marido e amante. O chefe da prisão promete-lhe um passeio especial com seu bebé, caso ela tiver êxito.

## Elenco
- Kim Yoon-jin ... Hong Jeong-hye
- Na Moon-hee ... Kim Moon-ok
- Kang Ye-won ... Kang Yu-mi
- Jang Young-nam ... Chefe
- Lee Da-hee ... Kong Na-yeong
- Jung Soo-young ... Ji Hwa-ja
- Park Jun-myeon ... Kang Yeon-sil
- Cha Jin-hyeok ... Hyeon-wook
- Ji Sung-won ... Hyeon-joo
- Do Yong-gu ... Director da escola
- Park Hye-jin ... Mãe de Yu-mi
- Jeong Do-gyu ... Pai adoptivo de Yu-mi
- Kim Jae-hwa ... Esposa de Kwon-dal
- Kim Hyeon-ah ...
- Lee Do-hyeon ... Marido de Jeong-hye
- Lee Seung-yeon ... Kim Moon-ok (jovem)
- Jeon Su-ji ... Assistente de ensino de Kang
- Moon Kyung-min ... Director da prisão
- Lee Do-ah ...
- Lee Joon-hyuk ... Médico
- Cha Chung-hwa ...
- Son Chae-bin ...

## Prémios e indicações
| Cerimónia                   | Categoria                   | Nomeado(s)/Trabalho(s) | Resultado | Ref.          |
| --------------------------- | --------------------------- | ---------------------- | --------- | ------------- |
| 47º Grand Bell Awards       | Melhor Filme                | Harmony                | Indicado  | [ 7 ] [ 8 ]   |
| 47º Grand Bell Awards       | Melhor Actriz               | Kim Yoon-jin           | Indicado  | [ 7 ] [ 8 ]   |
| 47º Grand Bell Awards       | Melhor Actriz Coadjuvante   | Kang Ye-won            | Indicado  | [ 7 ] [ 8 ]   |
| 47º Grand Bell Awards       | Melhor Actriz Revelação     | Kang Ye-won            | Indicado  | [ 7 ] [ 8 ]   |
| 47º Grand Bell Awards       | Melhor Realizador Revelação | Kang Dae-kyu           | Indicado  | [ 7 ] [ 8 ]   |
| 29º Blue Dragon Film Awards | Melhor Actriz Principal     | Kim Yoon-jin           | Indicado  | [ 9 ]         |
| 29º Blue Dragon Film Awards | Melhor Actriz Coadjuvante   | Kang Ye-won            | Indicado  | [ 9 ]         |
| 29º Blue Dragon Film Awards | Melhor Actriz Coadjuvante   | Na Moon-hee            | Indicado  | [ 9 ]         |
| 29º Blue Dragon Film Awards | Melhor Realizador Revelação | Kang Dae-kyu           | Indicado  | [ 9 ]         |
| 29º Blue Dragon Film Awards | Melhor Música               | Shin Min-kyung         | Indicado  | [ 9 ]         |
| 18º Chunsa Film Art Awards  | Melhor Actriz Revelação     | Kang Ye-won            | Venceu    | [ 10 ]        |
| 18º Chunsa Film Art Awards  | Melhor Realizador Revelação | Kang Dae-kyu           | Venceu    | [ 10 ]        |
| 46º Baeksang Arts Awards    | Melhor Actriz Revelação     | Kang Ye-won            | Indicado  | [ 11 ] [ 12 ] |